# Percussion Bitter Sweet
| Recensione | Giudizio |
| ---------- | -------- |
| AllMusic   | [ 1 ]    |

Percussion Bitter Sweet è un album discografico del batterista jazz Max Roach registrato nel 1961, e pubblicato dalla Impulse! Records nel settembre dello stesso anno.

## Tracce
Tutti i brani sono opera di Max Roach, eccetto dove indicato.
Lato A
1. Garvey's Ghost – 7:55 – Registrato il 1º agosto 1961
2. Mama – 4:50 – Registrato il 3 agosto 1961
3. Tender Warriors – 6:54 – Registrato il 3 agosto 1961

Lato B
1. Praise for a Martyr – 7:13 – Registrato l'8 agosto 1961
2. Mendacity – 8:56 (Chips Bayen, Max Roach) – Registrato il 1º agosto 1961
3. Man from South Africa – 5:15 – Registrato il 9 agosto 1961

## Musicisti
Garvey's Ghost / Mendacity
- Max Roach - batteria
- Booker Little - tromba
- Julian Priester - trombone
- Eric Dolphy - sassofono alto
- Clifford Jordan - sassofono tenore
- Mal Waldron - pianoforte
- Art Davis - contrabbasso
- Carlos Patato Valdes - congas
- Carlos Totico Eugenio - cowbells
- Abbey Lincoln - voce

Mama / Tender Warriors
- Max Roach - batteria
- Booker Little - tromba
- Julian Priester - trombone
- Eric Dolphy - clarinetto basso, flauto
- Clifford Jordan - sassofono tenore
- Mal Waldron - pianoforte
- Art Davis - contrabbasso
- Carlos Patato Valdes - congas

Praise for a Martyr
- Max Roach - batteria
- Booker Little - tromba
- Julian Priester - trombone
- Eric Dolphy - flauto
- Clifford Jordan - sassofono tenore
- Mal Waldron - pianoforte
- Art Davis - contrabbasso

Man from South Africa
- Max Roach - batteria
- Booker Little - tromba
- Julian Priester - trombone
- Eric Dolphy - sassofono alto, flauto
- Clifford Jordan - sassofono tenore
- Mal Waldron - pianoforte
- Art Davis - contrabbasso
- Carlos Patato Valdes - congas[3]